# 复兴东路隧道
复兴东路隧道，是上海黄浦江底的一条公路隧道，于2004年9月29日建成通车。复兴东路隧道为东西走向，西起复兴东路光启路，东至张杨路崂山东路，全长2785米，双管双层6车道，设计时速40公里。建成时为中国第一条双管双层越江隧道，上层设双向四根小型车道，下层设双向各一根大型车道。不同于延安东路隧道，复兴东路隧道早晚高峰时段不限制出租车通行。
由於上海市中心穿越黃浦江的隧道和橋樑都不能通行非機動車，夜晚上海輪渡停航後，時常有非機動車違規穿越復興東路隧道。2024年12月，為了能讓非機動車夜晚穿越黃浦江，復興東路隧道相关改造工作启动，2025年2月16日改造完成并通车。通车后，复兴东路隧道上层在23:00到次日5:00间向电动自行车开放。